# Fútbol Sala Martorell
Fútbol Sala Martorell fue un equipo profesional de fútbol sala situado en Martorell (Barcelona) España. Fue fundado en 1984 y desapareció en enero de 2011 por problemas económicos.
El club formó parte de la Liga Nacional de Fútbol Sala y permaneció diez temporadas en División de Honor, la máxima categoría. En la temporada 2001/02 quedó finalista del campeonato de liga.

## Historia
El equipo se fundó en 1984, y durante varios años participó en campeonatos de fútbol sala catalanes. Cuando se creó la Liga Nacional de Fútbol Sala, Martorell se inscribió en Primera Nacional "B", entonces tercera categoría. En 1993 ascendió a la segunda división, y permaneció allí cuatro temporadas. En la campaña 1996/97, el SEAT Martorell finalizó primero de su grupo, lo que le permitió ascender a División de Honor por primera vez en su historia.
En su temporada de debut, aseguró la permanencia con una duodécima posición. Al año siguiente, el club pasó a ser patrocinado por la cadena de electrodomésticos Miró, y cambió su nombre por Miró Martorell. Con el nuevo patrocinador el club mejoró sus resultados y se metió en el playoff por el título por primera vez, al terminar séptimo en la fase regular. 
Su mejor resultado llegó en la campaña 2001/02. Después de terminar tercero en la liga regular, los catalanes llegaron hasta la final del título, donde fueron derrotados por Antena 3 Boomerang. Un año después, Martorell repitió la misma posición en la fase preliminar y llegó hasta semifinales, y en 2003/04 terminó en cuarto lugar. La última vez que el equipo se clasificó para la fase final fue en el año 2005/06, donde llegó hasta la semifinal.
En el año 2006/07, el equipo dejó de ser patrocinado por Miró, y comenzó a sufrir problemas económicos al no encontrar un nuevo patrocinador. Ese año el equipo bajó a División de Plata, pero al no tener dinero para pagar la inscripción, fue descendido administrativamente a Primera Nacional "A", fuera de la categoría profesional. 
La delicada situación económica hizo que el verano de 2010 el club se desvinculase de su fútbol base, creando una nueva sociedad, llamada Pares i Mares Fútbol Sala Martorell, en colaboración con el Ayuntamiento. Además, a comienzos de la temporada 2010/11, la corporación municipal se negó a ceder el polideportivo municipal, lo que les obligó a jugar sus partidos en la vecina localidad de El Papiol. Tras no poder presentarse a varios encuentros, el 20 de enero de 2011 el presidente Joan Jorba presentó su dimisión y la asamblea de socios acordó la disolución de la entidad.

## PALMARES
Torneos regionales (6)
| Competición internacional                   | Títulos                                              | Subcampeonatos |
| ------------------------------------------- | ---------------------------------------------------- | -------------- |
| Copa Catalunya de futbol sala masculina (6) | 2000-01, 2001-02, 2003-04, 2004-05, 2005-06, 2006-07 |                |